# Gối kê

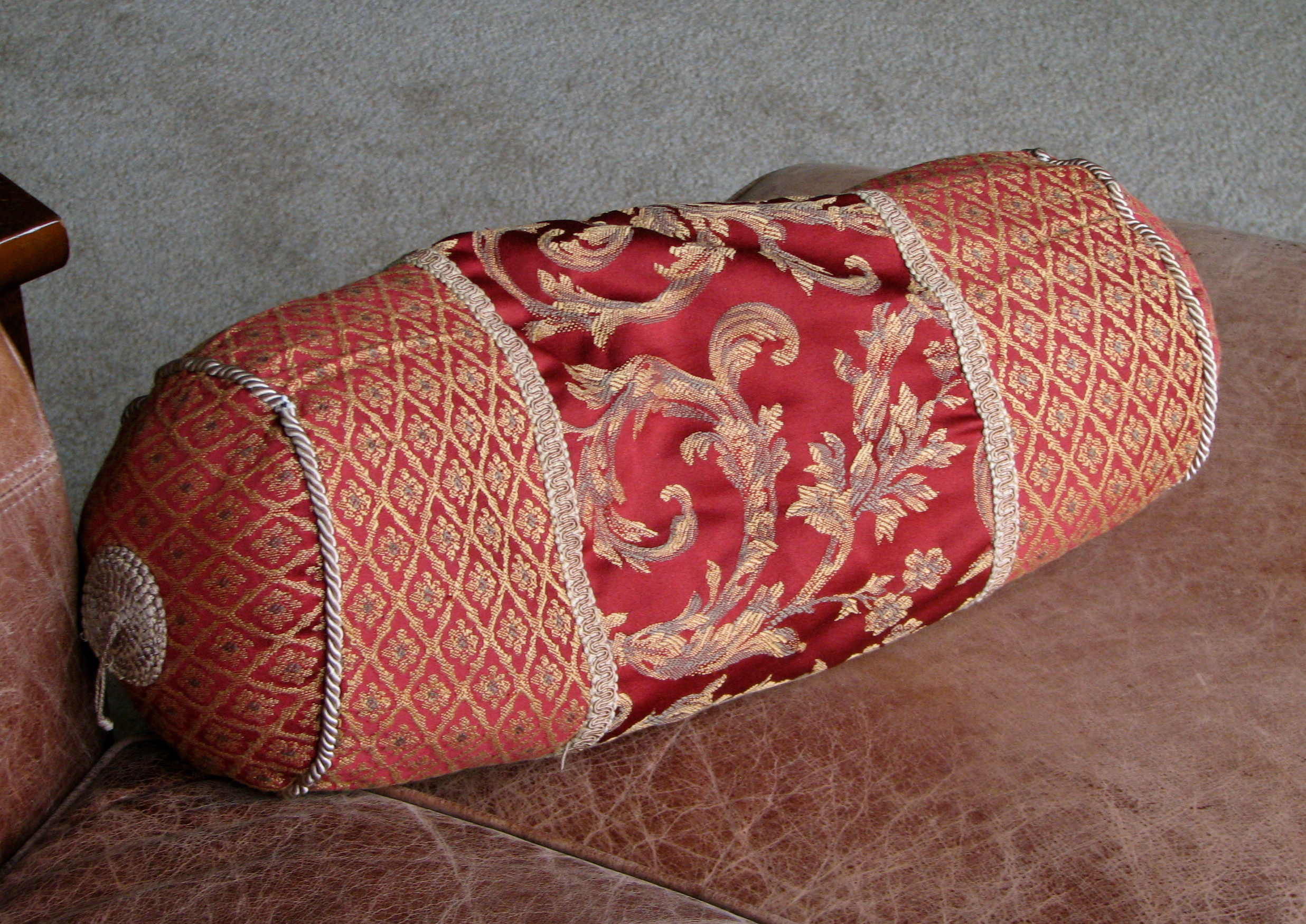
Một cái gối kê

Gối kê hay gối tựa là các loại gối dài được thiết kế để phục vụ cho việc kê và tựa tay, lưng, cổ, đầu. Đây là một loại hình gối nhỏ để trang trí. Gối kê thường được đặt trên ghế dài hoặc ghế bành, nhưng cũng thường xuyên được sử dụng trên giường. Một trong những công năng của nó là và trang trí. Gối trang trí thường được sử dụng tạo điểm nhấn màu sắc trong một căn phòng, thường có màu tiệp với rèm, tường hay thảm. Một công năng khác của gối kê là... kê đầu và cổ, tuy nhiên loại gối này có thể không được thoải mái như gối đầu thông thường. Loại gối dài này phổ biến ở các nước Ả rập và các dân tộc du mục ở sa mạc, khi tiếp khách trong lều người chủ và khách không ngồi trên một cái ghế mà thường nằm nghiêng trên thảm và tựa lên một cái gối kê dài.
Gối kê thường là những loại gối có nhồi lông vũ ở trong và có bao gối tháo rời ra được để tiện cho việc giặt giũ. Chúng có kích thước và hình dạng khác nhau tùy loại kích thước phổ biến nhất là từ 16 đến 18 inch vuông. Các loại gối kê hình chữ nhật, hình tròn và hình trụ cũng được gọi là gối ôm cũng khá phổ biến.
Vải bọc gối kê được làm từ nhiều loại vật liệu khác nhau, tỉ như lụa, da thuộc, vi sợi hay da lộn, vải bông, vải lanh, sợi gai dầu. Đôi khi biểu trưng và hình ảnh của các công ty hay một số hình ảnh đặc biệt khác cũng được in trên gối kê để tạo nên một hình ảnh mang tính cách cá nhân.
Trong thời gian gần đây, việc sử dụng gối kê có xu hướng tăng trở lại với vai trò là một vật trang trí mang tính cách nghệ thuật. Những nhà thiết kế thời trang ngày càng tỏ ra chú ý nhiều hơn đến thị trường vải dệt gia đình và đồ dùng trong nhà, điều này đã dẫn tới việc hình thành nhiều kiểu dáng khác nhau của gối kê.